# Megaforce (réalisateurs)
Megaforce est un collectif d'artistes de réalisateurs de clips vidéo et de publicités français fondé en 2008 comprenant Charles Brisgand, Raphaël Rodriguez, Léo Berne et Clément Gallet. Il est actuellement représenté par Iconoclast en France, Allemagne et aux États-Unis, Riff Raff en Angleterre.

## Filmographie
Clips vidéo
- 2007 : Bang Bang - Naïve New Beaters
- 2008 : Live Good - Naïve New Beaters
- 2008 : Heartbeat - Late of the Pier
- 2009 : A Thing for Me - Metronomy[3]
- 2009 : I Can Talk - Two Door Cinema Club
- 2010 : Pursuit of Happiness - Kid Cudi ft. Ratatat & MGMT[4]
- 2010 : Solitude is Bliss - Tame Impala
- 2010 : Can't Stop Me Now - Goose
- 2011 : The Greeks - Is Tropical
- 2012 : Gimme All Your Luvin' - Madonna ft. Nicki Minaj & M.I.A.
- 2012 : Bassline Junkie - Dizzee Rascal
- 2013 : Sacrilege - Yeah Yeah Yeahs
- 2013 : Dancing Anymore - Is Tropical
- 2014 : Can't Help Myself - Brodinski
- 2015 : Bitch Better Have my Money - Rihanna[5]

Publicités
- 2010 : Choose - Orange [6]
- 2011 : Charity Shop - Cadbury
- 2011 : Trainstorming - Eurostar
- 2012 : French Kiss - Orange
- 2012 : Pour Spectacular - Baileys
- 2013 : One Room Paradise - Ikea
- 2013 : Loverdose  - Diesel
- 2014 : L'Homme Sport - Yves Saint Laurent
- 2014 : Halloween - Giffgaff
- 2014 : Genesis - Dior Homme
- 2015 : Dishes - Finish
- 2015 : Vine - Nike
- 2016: Fahrenheit - Dior
- 2017: Live For The Story - Canon
- 2018: Nothing Beats a Londoner - Nike
- 2018: BBC Sounds - BBC
- 2019: Crocodile Inside - Lacoste
- 2019: We are the champions - 30 millions d'amis
- 2025: Vous N'Ėtes Pas Prêts - Netflix